# Cornelis Kuipers
Ne pas confondre avec le peintre néerlandais Cornelis Kuypers (1864-1932).
Pour les articles homonymes, voir Kuipers.
Cornelis Kuipers, né le 23 juillet 1739 à Dordrecht et mort le 4 décembre 1802 dans la même ville, est un peintre néerlandais du XVIIIe siècle.

## Biographie
Cornelis Kuipers est le fils de Hendrik Kuipers et de Cornelia van Nispen, qui vivent au Bagijnhoff. Il est apprenti à La Haye chez Hendrik Johan Keller (1698-1765) et Dirk van der Aa (1731-1809), avant de retourner à Dordrecht. Le 1er janvier 1764, il épouse Adriana Booy, avec sa mère comme témoin. Son père est déjà mort. Cornelis et Adriana ont sept enfants.
De 1783 à 1793, Cornelis Kuipers est 2nd lieutenant dans la garde nationale de St George. En 1784, il rejoint également les républicains contre le Stadholder William V.
En 1798, son deuxième fils, Hendrik, âgé de 34 ans, meurt et est inhumé à l'église Grote Kerk. Quatre ans plus tard, il meurt à l'âge de 63 ans et est inhumé au même endroit le 10 décembre 1802. 

## Son œuvre
Outre les portraits, les paysages, les natures mortes et les pièces de cheminée, Kuipers est également connu comme peintre de papiers peints. Une partie de son œuvre est visible au musée de Dordrecht et au musée de la Meuse, où il a également peint la pièce de la cheminée de la salle de la Meuse.
Dans l'église luthérienne, il a peint le buffet d'orgue, et il a réalisé un portrait de groupe de la famille Brussé.